# 14 Herculis c
14 Herculis c es un planeta extrasolar en órbita alrededor de la estrella 14 Herculis. Lo más probable es que se trate de un gigante gaseoso. La letra c indica que es el segundo planeta descubierto alrededor de la estrella, según las convenciones de nombrado. El descubrimiento fue publicado en el 2006. De acuerdo con análisis recientes, la existencia de un segundo planeta en el sistema 14 Herculis está "claramente" refrendada por las pruebas, pero los parámetros no se conocen con precisión. Podría estar en una resonancia orbital de 4:1 con el planeta 14 Herculis b.